# ジョーカー (小説)
『ジョーカー』は、講談社から発行されている清涼院流水の推理小説。JDCシリーズ第一期の作品。
本作と 『コズミック』 は、互いに対となる作品であり、講談社文庫版を『コズミック 流』 → 『ジョーカー 清』 → 『ジョーカー 涼』 → 『コズミック 水』の順番（清涼in流水）で読むと、初めて浮かび上がる仕掛けが施されている。
著者はこの両作品を一つの作品「コズミック・ジョーカー」と位置づけている。

## ストーリー
京都府内の旅館・幻影城で合宿を行っていた推理作家たち。その中の一人、濁暑院溜水がミステリマニアなら誰でも知っている『ノックスの十戒』と『ヴァン・ダインの二十則』=『推理小説の構成要素三十項』を網羅した実名小説作品の構想を発表。他の作家らの期待を集めるが、翌日、まるでその構想に則ったかのように殺人事件が起こる。
現場には、『芸術家』と名乗る犯人が、
```
  
聖なる眠りにつく前に、我は八つの生贄を求める
　すべては、（華麗なる没落のために）
　　　　　　　　　　　　　　　　　　　――
芸術家
```

という言葉を残す。
偶然、幻影城に滞在していた螽斯の要請により、他のJDC探偵たちが続々と到着する中、殺人は続いていく……。

## 登場人物

### JDC
鴉城蒼司、九十九十九、刃仙人
氷姫宮幽弥

### 幻影城滞在者

#### 関西本格の会
関西在住の推理作家らが任意で所属する団体。毎年2回合宿を行う。「麗しき華のごとく、没落は夢のように（略称・華没）」という会報誌を発行している。
濁暑院 溜水（だくしょいん りゅうすい）
24歳。本名・溜井秀鷹。自分の作品群を「流水小説」と命名。代表作は「永遠の輪廻」という長編推理小説。双子の妹（なぎさ）がおり、彼女も小説家を生業としている。
今回の合宿の幹事。犯人が残した「華麗なる没落のために」という名で、事件の整理を兼ねて事件の記録物語を執筆。
葵 健太朗（あおい けんたろう）
24歳。本名・氷柱木真二。
氷龍 翔子（ひりゅう しょうこ）
本名・成瀬翔子。推理小説界の若き女王と呼ばれる。葵と溜水が所属していた大学のサークル「創作会」の先輩でもある。
虹川 良（にじかわ りょう）
43歳。本格派の旗手と呼ばれる推理作家。今回の合宿には娘同伴で参加。
虹川 恵（にじかわ めぐみ）
虹川良の娘。小学生。植物図鑑を眺めるのが好き。父とドイツに数年住んでいたことがあり、ドイツ語が分かる。
風紋寺 光世（ふうもんじ こうせい）
本名・星野健治。
星野 多恵（ほしの たえ）
風紋寺光世の6歳下の妹。兄・健司の付き添いで、幻影城を訪れる。作家ではない。調理が趣味。深窓の令嬢という言葉が似合う女性である。過去に、龍宮城之介とお見合いをしたことがある。
魅山 薫（みやま かおる）
22歳。溜水の妹・なぎさとは親友。義父が平井太郎と知り合い。
柊木 司（ひいらぎ つかさ）
27歳。本名・梶洋介。会の中では地味な作家。
水野 一馬（みずの かずま）
32歳。本名・礼石和也。柊木同様、地味な作家。柊木にネタを盗用されたと疑っている。

#### JDC
霧華舞衣、龍宮城之介
螽斯太郎、九十九音夢、鴉城蒼也

### 幻影城関係者
平井 太郎（ひらい たろう）
大富豪。71歳。幻影城の当主。江戸川乱歩の本名と同姓同名。私財を投じて、大旅館・幻影城を建造した。大のミステリマニアでもある。幻影城には、趣味が高じて、ミステリに因んだ様々な趣向を凝らした部屋が多々ある。
小杉 寛（こすぎ かん）
幻影城の執事。
小杉 勝利（こすぎ しょうり）
執事・寛の息子。13歳。
那須木 武彦（なすき たけひこ）
幻影城の料理長。オランダ仕込み。30歳。
間宮 てる（まみや てる）
幻影城客室係。螽斯の亡き妻・華乃に瓜二つ。
平井 華（ひらい はな）／平井 麗（ひらい れい）
幻影城に住む双子の姉妹。平井太郎にとっては娘のような存在。
使用人A～K
平井の意向で、アルファベットで呼ばれる。胸に「A」「B」などのネームプレートを付けている。作中で名前が判明しているのは、「C」こと椎野木はじめと、「D」こと金井英貴。

### 警察関係者
料所 拓治（りょうしょ たくじ）
京都府警警部。「捜査の鬼」と呼ばれる。愛想はいい。JDCの探偵たちの手柄を横取りしようとしているのが見え見え。
玄矢 孝志（くろや たかし）
料所の信頼する部下。
有馬 みゆき（ありま みゆき）
料所の信頼する部下。
榊 一郎（さかき いちろう）
警官。
佐藤 一郎（さとう いちろう）
警官。
鮎川 哲子（あゆかわ てつこ）
料所の後の新しい捜査主任として赴いた。京都府警警部。15歳の時、母親を強盗に殺害されている。妹の鶴美は、JDC入りを希望しており、猛勉強中。
佐渡 九冬（さど くとう）
京都府警刑事。寝坊癖がある。炭酸飲料が好き。
空 席（くう せき）
巡査。妙な名前だがこれがフルネーム。

## 既刊一覧
講談社ノベルス版
- ジョーカー 旧約探偵神話 ISBN 4-06-181946-1

講談社文庫版
- ジョーカー 清 ISBN 4-06-264846-6
- ジョーカー 涼 ISBN 4-06-264869-5
  - 「コズミック 流」「コズミック 水」の文庫版と表紙の絵柄が繋がる趣向が成されている。また、繋げ方も一通りでない。

星海社FICTIONS版
- ジョーカー 旧約探偵神話 新装版 ISBN 978-4-06-537087-2

## 漫画
あすかコミックスDX(作画：蓮見桃衣)
- エキストラ・ジョーカー JOE ISBN 4-04-853399-1
- エキストラ・ジョーカー KER ISBN 4-04-853513-7

幻冬舎コミックス漫画文庫(作画：蓮見桃衣)
- エキストラ・ジョーカー ISBN 978-4-344-81721-0